# Henrik av Sønderjylland
Henrik av Sønderjylland, död 1375, var en dansk hertig av Sønderjylland, son till hertig Valdemar III av Sønderjylland, som han 1364 efterträdde.
Av hans ärvda land var södra Slesvig pantsatt till grevarna av Holstein, och Langeland innehades av Valdemar Atterdag. Henrik förde en vacklande politik, men råkade slutligen helt under kung Valdemars inflytande, då han sökte stöd mot Holstein. Med Henriks tidiga död utslockade kung Abels ätt i hertigdömet.